# Neuseeländische Fußballnationalmannschaft (U-17-Juniorinnen)
Die neuseeländische U-17-Fußballnationalmannschaft der Frauen repräsentiert Neuseeland im internationalen Frauenfußball. Die Nationalmannschaft untersteht dem New Zealand Football und wird seit 2018 von Leon Birnie trainiert.
Die Mannschaft tritt bei der U-17-Ozeanienmeisterschaft und der U-17-Weltmeisterschaft für Neuseeland an. Sie ist das dominierende Team in Ozeanien und konnte alle bisherigen Austragungen der Ozeanienmeisterschaft klar gewinnen, nicht selten mit zweistelligen Ergebnissen. Entsprechend vertritt die neuseeländische U-17-Auswahl den Kontinentalverband bei jeder Austragung der Weltmeisterschaft, wo sie mit dem dritten Platz 2018 ihr bislang bestes Ergebnis erzielte.

## Turnierbilanz

### Weltmeisterschaft
| Jahr   | Gastgeber               | Platzierung  |
| ------ | ----------------------- | ------------ |
| 2008   | Neuseeland              | Gruppenphase |
| 2010   | Trinidad und Tobago     | Gruppenphase |
| 2012   | Aserbaidschan           | Gruppenphase |
| 2014   | Costa Rica              | Gruppenphase |
| 2016   | Jordanien               | Gruppenphase |
| 2018   | Uruguay                 | 3. Platz     |
| 2021 1 | Indien 1                | – 1          |
| 2022   | Indien                  | Gruppenphase |
| 2024   | Dominikanische Republik | Gruppenphase |

### Ozeanienmeisterschaft
| Jahr   | Gastgeber    | Platzierung     |
| ------ | ------------ | --------------- |
| 2010   | Neuseeland   | Ozeanienmeister |
| 2012   | Neuseeland   | Ozeanienmeister |
| 2014 2 | Neuseeland 2 | – 2             |
| 2016   | Cookinseln   | Ozeanienmeister |
| 2017   | Samoa        | Ozeanienmeister |
| 2020 3 | Tahiti 3     | – 3             |
| 2022 3 | Tahiti 3     | – 3             |
| 2023   | Tahiti       | Ozeanienmeister |
| 2024   | Fidschi      | Ozeanienmeister |